# 1979 w filmie
Wydarzenia filmowe w 1979 roku.

## Wydarzenia
- 5 marca – rozpoczęła się produkcja Imperium kontratakuje, drugiej części Wojen gwiezdnych
- 1 listopada – rozpoczęła się produkcja filmu Poszukiwacze zaginionej Arki
- 7 grudnia – amerykańska premiera Star Trek

## Premiery

### Filmy polskie
| Data            | Tytuł filmu               | Kraj   | Reżyseria                                                                                                | Obsada |
| --------------- | ------------------------- | ------ | --- | --- |
| 5 stycznia      | Próba ognia i wody        | Polska | Włodzimierz Olszewski                                                                                    | Jerzy Kryszak, Edward Lubaszenko, Iwona Bielska, Wanda Neumann, Zofia Walkiewicz                                                                   |
| 15 stycznia     | Bilet powrotny            | Polska | Ewa Petelska Czesław Petelski                                                                            | Anna Seniuk, Leszek Herdegen, Henryk Bąk, Zofia Saretok, Janusz Kłosiński                                                                          |
| 20 stycznia     | Colargol zdobywcą kosmosu | Polska | Tadeusz Wilkosz Eugeniusz Ignaciuk Jadwiga Kudrzycka Janina Hartwig Marian Kiełbaszczak Dariusz Zawilski | Dubbing: Irena Siempińska, Stanisław Czernik, Roman Werliński, Szczepan Chęciński                                                                  |
| 22 stycznia     | Płomienie                 | Polska | Ryszard Czekała                                                                                          | Józef Duriasz, Henryk Hunko, Ryszarda Hanin, Alicja Jachiewicz, Barbara Krafftówna                                                                 |
| 19 lutego       | Biały mazur               | Polska | Wanda Jakubowska                                                                                         | Tomasz Grochoczyński, Anna Chodakowska, Aldona Grochal, Wojciech Alaborski                                                                         |
| 26 lutego       | Bestia                    | Polska | Jerzy Domaradzki                                                                                         | Wojciech Alaborski, Izabella Teleżyńska, Krystyna Janda, Anna Chodakowska, Ignacy Machowski                                                        |
| 16 marca        | Roman i Magda             | Polska | Sylwester Chęciński                                                                                      | Marzena Trybała, Andrzej Seweryn, Wiesława Mazurkiewicz, Mieczysław Pawlikowski                                                                    |
| 28 marca        | Szpital Przemienienia     | Polska | Edward Żebrowski                                                                                         | Piotr Dejmek, Jerzy Bińczycki, Henryk Bista, Ewa Dałkowska, Gustaw Holoubek Zygmunt Hübner, Klaus Piontek, Wojciech Pszoniak, Zbigniew Zapasiewicz |
| 16 kwietnia     | Zmory                     | Polska | Wojciech Marczewski                                                                                      | Tomasz Hudziec, Piotr Łysak, Hanna Skarżanka, Maria Chwalibóg, Teresa Marczewska                                                                   |
| 25 maja         | Test pilota Pirxa         | /      | Marek Piestrak                                                                                           | Sergiej Desnitski, Bolesław Abart, Władimir Iwaszow, Aleksandr Kajdanowski                                                                         |
| 19 czerwca      | Sto koni do stu brzegów   | Polska | Zbigniew Kuźmiński                                                                                       | Tomasz Stockinger, Barbara Brylska, Joanna Bogacka, Eugeniusz Kujawski                                                                             |
| 10 sierpnia     | Aktorzy prowincjonalni    | Polska | Agnieszka Holland                                                                                        | Halina Łabonarska, Tadeusz Huk, Iwona Biernacka, Ewa Dałkowska, Sława Kwaśniewska                                                                  |
| 20 sierpnia     | Skradziona kolekcja       | Polska | Jan Batory                                                                                               | Izabella Dziarska, Elżbieta Starostecka, Mieczysław Pawlikowski, Jerzy Jogałła                                                                     |
| 1 września      | Sekret Enigmy             | Polska | Roman Wionczek                                                                                           | Tadeusz Borowski, Piotr Fronczewski, Piotr Garlicki, Tadeusz Pluciński, Janusz Zakrzeński                                                          |
| 4 września      | Panny z Wilka             | /      | Andrzej Wajda                                                                                            | Daniel Olbrychski, Anna Seniuk, Christine Pascal Maja Komorowska, Stanisława Celińska, Krystyna Zachwatowicz                                       |
| 6 września      | Umarli rzucają cień       | Polska | Julian Dziedzina                                                                                         | Henryk Talar, Tatiana Sosna-Sarno, Jerzy Sagan, Mirosław Szonert, Danuta Szaflarska                                                                |
| 7 września      | Lekcja martwego języka    | Polska | Janusz Majewski                                                                                          | Olgierd Łukaszewicz, Ewa Dałkowska, Małgorzata Pritulak, Gustaw Lutkiewicz, Juliusz Machulski                                                      |
| 11 września     | Zerwane cumy              | Polska | Sylwester Szyszko                                                                                        | Wirgiliusz Gryń, Bolesław Płotnicki, Jerzy Prażmowski, Ireneusz Kaskiewicz                                                                         |
| 1 października  | Placówka                  | Polska | Zygmunt Skonieczny                                                                                       | Teresa Lipowska, Franciszek Pieczka, Andrzej Kozak, Włodzimierz Twardowski                                                                         |
| 8 października  | Chciałbym się zgubić      | Polska | Jadwiga Kędzierzawska                                                                                    | Witek Wiśniowski, Adaś Jankowski, Olek Oliszewski, Irena Laskowska, Marek Walczewski                                                               |
| 15 października | Aria dla atlety           | Polska | Filip Bajon                                                                                              | Krzysztof Majchrzak, Pola Raksa, Roman Wilhelmi, Bogusz Bilewski, Wojciech Pszoniak                                                                |
| 22 października | Klincz                    | Polska | Piotr Andrejew                                                                                           | Tomasz Lengren, Bolesław Smela, Janusz Sykutera, Jan Tesarz, Wiesław Gołas                                                                         |
| 3 listopada     | Pielgrzym                 | /      | Andrzej Trzos- Rastawiecki                                                                               | Bohater filmu: Jan Paweł II |
| 16 listopada    | Amator                    | Polska | Krzysztof Kieślowski                                                                                     | Jerzy Stuhr, Małgorzata Ząbkowska, Ewa Pokas, Stefan Czyżewski, Tadeusz Bradecki                                                                   |
| 23 listopada    | Pełnia                    | Polska | Andrzej Kondratiuk                                                                                       | Tomasz Zaliwski, Tadeusz Fijewski, Jan Świderski, Roman Kłosowski, Janusz Gajos                                                                    |
| 26 listopada    | Elegia                    | Polska | Paweł Komorowski                                                                                         | Magda Teresa Wójcik, Jan Bógdoł, Bernard Krawczyk, Bogdan Lęcznar, Tomasz Lulek                                                                    |
| 30 listopada    | Wolne chwile              | Polska | Andrzej Barański                                                                                         | Krzysztof Majchrzak, Franciszek Trzeciak, Krzysztof Kiersznowski, Andrzej Wasilewicz                                                               |
| 5 grudnia       | Wielki podryw             | Polska | Jerzy Kołodziejczyk Jerzy Trojan                                                                         | Anna Chodakowska, Zbigniew Bielski, Danuta Kowalska, Eugeniusz Priwieziencew                                                                       |
| 10 grudnia      | ...Cóżeś ty za pani...    | Polska | Tadeusz Kijański                                                                                         | Ewa Borowik, Waldemar Kownacki, Jan Kobuszewski, Bolesław Płotnicki                                                                                |
| 25 grudnia      | Hotel klasy lux           | Polska | Ryszard Ber                                                                                              | Ignacy Gogolewski, Maciej Góraj, Krzysztof Kolberger, Piotr Garlicki                                                                               |

### Filmy zagraniczne
- Rocky II – reż. Sylvester Stallone
- 1941 – reż. Steven Spielberg
- Blaszany bębenek – reż. Volker Schlöndorff
- Cały ten zgiełk – reż. Bob Fosse
- Czas apokalipsy (Apocalypse Now) – reż. Francis Ford Coppola
- Mad Max – reż. George Miller
- Manhattan – reż. Woody Allen
- Moonraker – film z Jamesem Bondem
- Obcy – ósmy pasażer Nostromo – reż. Ridley Scott
- Port lotniczy ’79 – reż. David Lowell Rich
- Sprawa Kramerów – reż. Robert Benton
- Star Trek – reż. Robert Wise
- Superman – reż. Richard Donner
- Tess – reż. Roman Polański
- Żywot Briana (Life of Brian) – reż. Terry Jones
- Syberiada – reż. Andriej Konczałowski
- Złote węgorze (Zlatí úhoři) – reż. Karel Kachyňa
- 400 pomysłów Wirginii (Les 400 Coups de Virginie)
- Uciekaj... kocham cię (Бягай... обичам те)
- Tajemniczy Pan Duvallier (L'Étrange Monsieur Duvallier)
- Prawdziwe życie Drakuli (Vlad Tepes sau adevarata viata a lui Dracula)

## Nagrody filmowe

### Oskary
- Najlepszy film – Sprawa Kramerów
- Najlepszy aktor – Dustin Hoffman – Sprawa Kramerów
- Najlepsza aktorka – Sally Field – Norma Rae
- Wszystkie kategorie: 52. ceremonia wręczenia Oscarów

### Festiwal w Cannes
- Złota Palma: ex æquo
  - Francis Ford Coppola – Czas apokalipsy (Apocalypse Now)
  - Volker Schlöndorff – Blaszany bębenek (Die Blechtrommel)

### Festiwal w Berlinie
- Złoty Niedźwiedź: Peter Lilienthal – David

### VIFestiwal Polskich Filmów Fabularnych
- Złote Lwy Gdańskie: Amator – reż. Krzysztof Kieślowski

## Urodzili się
- 9 lutego – Mena Suvari, aktorka
- 9 lutego – Zhang Ziyi, aktorka
- 21 lutego – Jennifer Love Hewitt, aktorka
- 4 kwietnia – Heath Ledger, aktor (zm. 2008)
- 12 kwietnia – Claire Danes, aktorka
- 19 kwietnia – Kate Hudson, aktorka
- 23 kwietnia – Jaime King, aktorka
- 9 maja – Rosario Dawson, aktorka
- 28 maja – Monica Keena, aktorka
- 4 października – Rachael Leigh Cook, aktorka
- 8 października – Kristanna Loken, aktorka
- 20 listopada – Kamil Maćkowiak, aktor
- 15 grudnia – Adam Brody, amerykański aktor

## Zmarli
- 8 stycznia – Yuen Siu-tien, chiński aktor (ur. 1912)
- 24 stycznia – Tadeusz Białoszczyński, polski aktor (ur. 1899)
- 27 stycznia – Annette Benson, brytyjska aktorka filmowa i teatralna (ur. 1897)
- 12 lutego – Jean Renoir, francuski reżyser (ur. 1894)
- 1 marca – Dolores Costello, amerykańska aktorka (ur. 1903)
- 29 maja – Mary Pickford, amerykańska aktorka pochodzenia kanadyjskiego (ur. 1892)
- 2 czerwca – Larisa Szepitko, radziecka reżyserka (ur. 1938)
- 6 czerwca – Kazimierz Opaliński, polski aktor (ur. 1890)
- 11 czerwca – John Wayne, amerykański aktor (ur. 1907)
- 16 czerwca – Nicholas Ray, amerykański reżyser i scenarzysta (ur. 1911)
- 28 lipca – George Seaton, amerykański reżyser (ur. 1911)
- 17 sierpnia – Vivian Vance, amerykańska aktorka (ur. 1909)
- 8 września – Jean Seberg, amerykańska aktorka (ur. 1938)
- 23 listopada – Merle Oberon, brytyjska aktorka (ur. 1911)
- 29 listopada – Zeppo Marx, jeden z braci Marx (ur. 1901)